# Gäncäçay
Gäncäçay (azerbajdzjanska: Gəncəçay) är ett vattendrag i Azerbajdzjan. Det ligger i den centrala delen av landet, 290 km väster om huvudstaden Baku.
Trakten runt Gäncäçay består i huvudsak av gräsmarker. Runt Gäncäçay är det ganska tätbefolkat, med 52 invånare per kvadratkilometer.